# Glauchau
Glauchau est une ville de l'arrondissement de Zwickau, en Saxe, Allemagne.
La ville était, à son apogée, durant l'époque de l'industrialisation, l'exemple typique d'une ville centrée autour de l'industrie textile. Sa lettre d'immatriculation est le Z (Zwickau).

## Géographie
Glauchau est située sur la rivière Mulde, au bord de l'Erzgebirgsbeckens, à une altitude de 266 mètres. Les centres régionaux aux alentours de Glauchau sont Zwickau (13 km), Chemnitz (26 km) et Gera (33 km). La ville s'étend sur 50 km2, dont 20 km2 de forêt. Cette même forêt fut utilisée par l'armée soviétique comme un terrain d'entraînement. C'est maintenant une réserve naturelle, où de nombreux animaux vivent et sont, pour certains, sur la liste rouge des espèces menacées. Les municipalités proches de Glauchau sont Callenberg, Dennheritz, Remse, Saint Egidien et Mülsen. Aussi, Glauchau est entourée par les villes de Lichtenstein, Meerane, Zwickau et Waldenburg.

## Histoire
| Appartenances historiques Seigneurie de Schönburg-Glauchau 1556–1681 Seigneurie de Schönburg-Hinterglauchau/ Seigneurie de Schönburg-Forderglauchau 1681–1683 Seigneurie de Schönburg-Hinterglauchau/ Seigneurie de Schönburg-Penig 1683–1740 Électorat de Saxe 1740-1806 Royaume de Saxe 1806–1918 République de Weimar 1918–1933 Reich allemand 1933–1945 Allemagne occupée 1945–1949 République démocratique allemande 1949–1990 Allemagne 1990–présent |

## Districts
Outre la ville propre, Glauchau se compose de 14 districts :
- Albertsthal
- Ebersbach
- Gesau
- Höckendorf
- Hölzel
- Jerisau
- Kleinbernsdorf
- Lipprandis
- Niederlungwitz
- Reinholdshain
- Rothenbach
- Schönbörnchen
- Voigtlaide
- Wernsdorf

## Personnes liées à la ville
- Georgius Agricola (1494-1555), savant et père de la minéralogie, y est né en 1494.
- Torsten May (1969-), champion olympique de boxe en 1992.
- Heike Friedrich (1970-), championne olympique et du monde de natation.

## Jumelages
La ville de Glauchau est jumelée avec :
- Bielefeld (Allemagne) ;
- Bürstadt (Allemagne) ;
- Grenay (France) ;
- Iserlohn (Allemagne) ;
- Jibou (Roumanie) ;
- Lynchburg (États-Unis) ;
- Vermelles (France) ;
- Zgierz (Pologne).